# Восстание в Кахети и Хевсурети
Восстание в Кахети-Хевсурети (груз. კახეთ-ხევსურეთის აჯანყება) — восстание против большевистских сил в Кахетии и Хевсурети в 1921 году после вторжения Красной Армии в Грузию.
Восстание последовало за Сванетским восстанием 1921 года и было организовано Комитетом за независимость Грузии и его Военным комитетом, состоящим из бывших офицеров Грузинской демократической республики. Лидером движения был князь Какуца Чолокашвили, полковник грузинской армии, бывший полковник русской армии и герой Сарыкамышской битвы во время Первой мировой войны. С весны 1921 года Чолокашвили организовал сильное ополчение в Кахетии и Хевсурети из опытных грузинских военнослужащих и дворян. Ополчение поддерживало тесный контакт с Католикосом-Патриархом Амвросием и пользовалась поддержкой горных кланов восточной Грузии.
Сначала ополченцы перекрыли все дороги в Тушетию, Пшавию и Хевсурети, а после победы в битве около Жинвали армия двинулась в Хевсурети. Примечательно, что большевики использовали крупные, но необстрелянные военные ресурсы, в том числе боевую авиацию, против ополченцев и понесли тяжелые потери, в то время как потери отряда Чолокашвили в некоторых случаях были нулевыми.
Восстание было ослаблено разногласиями внутри различных политических партий Грузии. Например, социал-демократы считали, что дворянин Чолокашвили не должен быть лидером партизанской армии. С другой стороны, большевики арестовали и казнили сторонников ополчения в Картли и Кахетии и перевели дополнительные армейские дивизии из Грозного.
Сочетание враждебности ЧК к населению Грузии и разногласий между различными политическими партиями вынудило Чолокашвили бежать в соседнюю Чечню, откуда он совершил несколько набегов на территорию Грузии, не позволив большевикам закрепиться в восточной части Грузии до 1924 года.